# Dicyphonia minuta
Dicyphonia minuta är en insektsart som beskrevs av Beamer 1936. Dicyphonia minuta ingår i släktet Dicyphonia och familjen dvärgstritar. Inga underarter finns listade i Catalogue of Life.